# Credicard Citi Mastercard Tennis Cup 2001
Il Credicard Citi Mastercard Tennis Cup 2001 è stato un torneo di tennis facente parte della categoria ATP Challenger Series nell'ambito dell'ATP Challenger Series 2001. Il torneo si è giocato a Campos do Jordão in Brasile dal 23 al 29 luglio 2001 su campi in cemento.

## Vincitori

### Singolare
Ramón Delgado ha battuto in finale  Daniel Melo con il punteggio di 7–6(3), 6–2

### Doppio
Dejan Petrović /  Andy Ram hanno battuto in finale  Adriano Ferreira /  Daniel Melo con il punteggio di 6–3, 6–4